# Bupleurum kakiskalae
Bupleurum kakiskalae là một loài thực vật có hoa thuộc họ Apiaceae. Đây là loài đặc hữu của Hy Lạp (Crete).